# 1896-os argentin labdarúgó-bajnokság (első osztály)
Az 1896-os Primera División volt az 5. alkalommal megrendezett, legmagasabb szintű labdarúgó-bajnokság Argentínában.
A címvédő a Lomas volt. A bajnokságot a Lomas Academy csapata nyerte meg, a bajnokság történetében először.

## Tabella
| Hely. | Csapat            | M | Gy | D | V | G+ | G– | Gk  | P  | Továbbjutás vagy kiesés |
| ----- | ----------------- | - | -- | - | - | -- | -- | --- | -- | ----------------------- |
| 1.    | Lomas Academy (B) | 8 | 6  | 0 | 2 | 18 | 10 | +8  | 12 | Bajnokcsapat            |
| 2.    | Flores            | 8 | 5  | 0 | 3 | 17 | 8  | +9  | 10 |                         |
| 3.    | Lomas             | 8 | 4  | 1 | 3 | 16 | 11 | +5  | 9  |                         |
| 4.    | Belgrano          | 8 | 3  | 2 | 3 | 10 | 15 | −5  | 8  |                         |
| 5.    | Retiro            | 8 | 0  | 1 | 7 | 6  | 23 | −17 | 1  |                         |